# Game Center
Game Center é uma rede social de jogos multiplayer online, lançado pela Apple. Com o Game Center no iPhone e iPod touch, você pode jogar e compartilhar jogos com amigos, acompanhar seu progresso através de placares e muito mais.
O Game Center foi anunciado durante um evento de pré-estreia do iOS 4 realizado pela Apple Inc. em 8 de abril de 2010. Foi lançado em 8 de setembro de 2010 com o iOS 4.1 no iPhone 4, iPhone 3GS e iPod touch da 2ª geração até a 4ª, e será incluído no iOS 4,2 no iPad. Não haverá suporte para o iPhone 3G e iPhone original.

## Requisitos de sistema
Para usar o Game Center, é necessário o seguinte:
- iPhone 3GS ou posterior
- iPod touch (2ª geração) ou posterior
- iOS 4.1 ou posterior
- Conexão com a internet